# Produkcja

Cykl życia produktu

Produkcja – działalność gospodarczo-techniczna, której celem jest wytwarzanie produktów.
Produkcja to:
- w ujęciu statystycznym: ogół wytworzonych przez przedsiębiorstwo produktów
- w ekonomii: wytwarzanie dóbr użytkowych dla zaspokojenia popytu konsumentów
- w aspekcie zarządzania: proces produkcyjny, powiązane ze sobą i wzajemnie uwarunkowane procesy pracy.

Produkcja stanowi jeden z podstawowych warunków funkcjonowania i rozwoju gospodarki.

## Podstawowe zagadnienia
Produkcja to podstawowa część działalności przedsiębiorstwa oznaczająca działalność człowieka przystosowującą zasoby przyrody do jego potrzeb. Wynikiem produkcji są produkty, energia lub pośrednio usługi, służące zaspokojeniu potrzeb ludzkich, co świadczy o zamożności kraju i poziomie stopy życiowej społeczeństwa. Produkcja stanowi główną i najważniejszą działalność określonej jednostki produkcyjnej, którą jest każde stanowisko robocze, gniazdo produkcyjne, oddział produkcyjny, wydział, zakład oraz samo przedsiębiorstwo. Działalność ta musi być odpowiednio sterowana i odbywać się w określonych warunkach techniczno-produkcyjnych i organizacyjnych. Ekonomika produkcji stanowi najważniejszy element w strategii przedsiębiorstwa i jest związana z decyzjami ekonomicznymi dotyczącymi źródeł pozyskiwania przez przedsiębiorstwo określonych wyrobów.
W rozważaniach ekonomicznych pojęcie produkcji ograniczone jest jedynie do działania ludzkiego, czyli wytwarzania użytecznych materialnych środków zaspokajania potrzeb. W ten sposób ekonomiczne pojęcie produkcji jest bardzo szerokie i obejmuje wytwarzanie dóbr gospodarczych zarówno materialnych, jak i niematerialnych oraz świadczenie usług, a więc wszelkie działania gospodarcze. Produkcję w obszerniejszym tego słowa znaczeniu dzieli się na transformację, transfer i transport, czyli na produkcję właściwą, transport wewnętrzny oraz dystrybucję.
Przez produkcję w węższym ujęciu, czyli wytwarzanie, rozumie się działalność przedsiębiorstwa, która przyczynia się do powstania dóbr rzeczowych i która oddzielona jest od zagadnień zaopatrzenia, finansowania i zbytu. Produkcja właściwa wytwarza nowe dobra, zmienia jakość lub powiększa ilość dóbr, czyli ma na celu uzyskanie użytecznych materialnych środków zaspokajania potrzeb konsumentów przez zmianę formy, wielkości, właściwości fizyko-chemicznych, czyli przekształcenia materii i energii.
Wytwarzanie jest funkcją przedsiębiorstwa stanowiącą główną część świadczeń rzeczowych i obejmuje swoim zakresem pozyskiwanie, przekształcanie i przetwarzanie dóbr rzeczowych, łącznie z energiami.
Produkcję właściwą czyli wytwarzanie można rozpatrywać z wielu punktów widzenia:
W sensie technicznym produkcja to przystosowanie i przemiana przedmiotów pracy w wyrób, dokonana za pomocą środków pracy z udziałem czynnika ludzkiego.
Przedmioty pracy zmieniają swój kształt, wielkość, wygląd, skład fizyczny lub chemiczny albo właściwości. Z ekonomicznego punktu widzenia produkcja to działalność, której celem jest pomnożenie środków materialnych przeznaczonych do zaspokajania ludzkich potrzeb, bądź rezultatów pracy (wyrobów) przeznaczonych na zużycie produkcyjne, jak i na konsumpcję indywidualną i społeczną. W aspekcie cybernetycznym produkcja polegająca na przemianie (transformacji) przedmiotów pracy w wyrób i przemianę informacji w dziedzinie produkcji i usług (w działaniu informacyjnym). Chodzi tutaj o świadomy projekt procesów przetwarzania elementów pierwotnych w produkt, przy czym każdy proces produkcyjny można rozpatrywać jako system przemiany zespołu elementów wejściowych (elementów pierwotnych) w określony zespół wyjść (produktów).
Wytwarzanie stanowi główną i najważniejszą działalność jednostki produkcyjnej, ponieważ w jej wyniku powstają nowe wartości użytkowe. Z tego względu nie może przebiegać w sposób dowolny, lecz musi być organizowane, kierowane zarówno w czasie, przestrzeni, jak i dostosowywane do określonych, istniejących warunków gospodarczych i techniczno-technologicznych. Produkcja stanowi kluczowy problem ekonomiczny. Decyduje o wielkości dochodu z procesu wytwórczego czyli racjonalnego działania w granicach minimalnego ryzyka. Wynika z tego, że model organizacji przedsiębiorstwa stanowi rolę syntetycznych wytycznych w racjonalnej działalności przedsiębiorstwa.
Każde przedsiębiorstwo przemysłowe ma określony cel swego istnienia. Do realizacji tego celu gromadzi ono środki pracy, nabywa surowce i materiały, angażuje potrzebną liczbę pracowników z odpowiednimi kwalifikacjami oraz organizuje przebieg procesu produkcyjnego. Odpowiednia ilość i jakość czynników produkcji nie zapewnia jeszcze otrzymania właściwego produktu, który wymaga przede wszystkim właściwego zorganizowania procesu wytwórczego.

## Klasyfikacja rodzajów produkcji
Wyróżnia się wiele rodzajów (typów, form, odmian) produkcji:
Ze względu na cele
- produkcja podstawowa: realizuje zadania, dla których przedsiębiorstwo zostało powołane
- produkcja pomocnicza: wspomaga realizację produkcji podstawowej

Statystyczno-ekonomiczne
- produkcja towarowa – przeznaczone na sprzedaż produkty wytworzone w przedsiębiorstwie
- produkcja globalna (w analizowanym okresie) – produkcja towarowa plus różnica stanu produkcji niezakończonej (na koniec okresu, w stosunku do stanu z początku okresu)
- produkcja czysta, produkcja własna – część produkcji globalnej pozostającą po odjęciu kosztów materialnych tej produkcji

- produkcja niezakończona – zasoby, które (na podstawie dokumentacji) zostały wydane do produkcji z magazynów zaopatrzeniowych, ale nie zostały przekazane do magazynów produktów gotowych lub półfabrykatów
  - produkcja w toku – produkty pracy znajdujące się w toku procesu technologicznego (zobacz: tok produkcji)
  - i półfabrykaty

Złożoność
- produkcja prosta – wytworzenie produktów gotowych odbywa się w toku jednego nieprzerwanego procesu technologicznego (np. wytwarzanie energii elektrycznej)
- produkcja złożona – proces wytwórczy ze względów technicznych podzielony jest na następujące po sobie fazy (zwykle odpowiadające rodzajom obróbki); powstałe w ten sposób elementy łączone są ze sobą w fazie montażu

Liczebność
- produkcja jednostkowa – liczba wykonywanych jednorazowo wyrobów nie przekracza kilku sztuk, zwykle na zamówienie (nie „na skład”); obejmuje duży asortyment o niewielkiej powtarzalności
- produkcja seryjna – wytwarzanie określonej liczby (serii) jednakowych wyrobów według takiej samej technologii; zależnie od liczby wyrobów w serii (przy czym „seryjność” jest pojęciem umownym; kilka gwoździków to nie seria, lecz produkcja jednostkowa, kilka statków pełnomorskich to wielka seria) wyróżniane są:
  - produkcja małoseryjna
  - produkcja średnioseryjna
  - produkcja wielkoseryjna
- produkcja masowa – wyrób (zwykle w kilku wariantach konstrukcyjnych) wytwarzany w ciągu długiego okresu

Skala
- produkcja przemysłowa (zobacz: przemysł)
- drobna wytwórczość
  - produkcja rzemieślnicza (zobacz: rzemiosło)
  - produkcja chałupnicza (zobacz: chałupnictwo)

Organizacja pracy
- produkcja „gniazdowa” – wytwarzanie odbywa się w „gniazdach” – komórkach organizacyjnych wyspecjalizowanych
  - technologicznie, czyli wykonujących pewien rodzaj obróbki, lub
  - przedmiotowo, czyli wykonujących pewną grupę wyrobów lub ich elementów (detali).
- produkcja potokowa, produkcja przepływowa („potok produkcyjny”) – stanowiska robocze rozmieszczone są zgodnie z przebiegiem procesu technologicznego; przetwarzany materiał przemieszcza się w sposób ciągły od stanowiska do stanowiska.
  - linia produkcyjna – stanowiska połączone są systemem transporterów i podajników.

Ciągłość wytwarzania
- produkcja okresowa (wsadowa), produkcja w partiach – produkcja „przerywana” – wytwarzanie produktów w partiach, nieciągły tok produkcji
- produkcja ciągła – produkcja o przepływie ciągłym – przepływ materiału w procesie produkcyjnym jest ciągły (szczególnymi przykładami produkcji ciągłej są procesy chemiczne, metalurgiczne itp.).

Rodzaj produktów
- produkcja dyskretna, wytwarzanie dyskretne – produkcja wyróżniających się jednostek wyrobów (np. samochody, artykuły gospodarstwa domowego)
- produkcja procesowa – produkcja w której mają zastosowanie technologie procesów ciągłych

Asortyment
- produkcja sprzężona – przez zastosowanie dodatkowych komponentów wytwarzanie równocześnie z produktem głównym innego produktu w celu zwiększenia opłacalności procesu
- produkcja uboczna – wytwarzanie dodatkowych, nietypowych dla przedsiębiorstwa produktów (zobacz produkt uboczny), w celu pełniejszego wykorzystania posiadanych mocy i środków
- produkcja wielowariantowa – wytwarzanie szeregu różnych produktów w ilościach zgodnie z popytem (możliwościami sprzedaży)